# Sargent House
Sargent House est un label discographique américain de rock et agence artistique, basé à Los Angeles, en Californie.

## Histoire

### Fondation
Cathy Pellow fonde le label Sargent House en 2006 afin de pouvoir sortir l'album ...And the Battle Begun du groupe RX Bandits dont elle est aussi la manageuse. Le but étant de pouvoir accompagner l'artiste sur l'ensemble de sa carrière. Ainsi le label s'occupe de tout, du management à la publicité en passant par la création de vidéos. À partir de là, le catalogue du label commence à s'étoffer en signant des groupes comme Hella, Fang Island ou Russian Circles.
Sargent House est aussi la maison mère de Rodriguez Lopez Productions, le label  et de Ireland’s Richter Collective.

### Polémique
En 2023, Henry Kohen (Mylets) dénonce les comportements inappropriés de Cathy Pellow et de Graeme Flegenheimer, un ancien associé du label. Ce dernier l'aurait agressé alors que Henry Kohen tentait de l'expulser d'une des maisons communautaires partagées par les employées du label. Henry Kohen aurait informé Pellow qui n'aurait pas réagi. Il l'accuse aussi de harcèlement moral et verbal et de volontairement créer des rivalités entre les artistes créant un sentiment d'insécurité. De plus, elle garderait certaines données financières secrètes, sauf quand il s'agit de leur rappeler leurs dettes,.
Des artistes comme Kristina Esfandiari de King Woman, Lingua Ignota ou Chelsea Wolfe ont soutenu les déclarations de Henry Kohen et annoncé qu'elles avaient arrêté de travailler avec le label. À la suite de ces accusations, Cathy Pellow annonce qu'elle ferme la division managériale du label, et qu'elle va prendre du recul par rapport à l'entreprise.

## Groupes et artistes

### Actuels
- Alto Arc
- The Armed
- Botch
- Brutus
- Deafheaven
- Dishelved Cuss
- Dylan Carlson
- Earth
- Emma Ruth Rundle
- Helms Alee
- Ionna Gika
- Jaye Jayle
- Mrs. Piss
- Mutoid Man
- Russian Circles
- Torment and Glory
- TTNG
- Wovenhand

### Anciens
- Adebisi Shank
- And So I Watch You from Afar
- Big Walnuts Yonder
- Boris
- Bosnian Rainbows
- Bygones
- Chelsea Wolfe
- Crypts
- Empty Houses
- Fang Island
- Good Old War
- Gypsyblood
- Hella
- Indian Handcrafts
- Lingua Ignota
- Lisa Papineau
- Love You Moon
- Marriages
- Maps and Atlases
- Miserable
- Mylets
- Native
- No Spill Blood
- Nurses
- Red Fang
- Red Sparowes
- Saudade
- Storefront Church
- Rx Bandits
- Tera Melos
- Therapies Son
- These Arms Are Snakes
- The VSS
- Zach Hill
- Zechs Marquise
- Zorch